# Elastómeros dieléctricos

Funcionamiento de los actuadores de un elastómero dieléctrico. Una película elastomérica es recubierta por ambos lados con electrodos. Los electrodos son conectados a un circuito. Al aplicar voltaje la presión electrostática actúa. Debido a la compresión mecánica, la película de elastomérica se contrae en dirección del espesor y se expande en las direcciones del plano de la película. La película elastomérica vuelve a su posición original cuando hace cortocircuito.

Los elastómeros dieléctricos (ED) son un tipo de material inteligente que sufren una deformación. Pertenecen al grupo de los polímeros electroactivos (PEA). Los Actuadores DE (AED) transforman energía eléctrica en trabajo mecánico. Son ligeros y poseen una alta densidad de energía elástica. Han sido investigados desde finales de la década de 1990. Existen muchas aplicaciones en desarrollo. Cada año, se realizan conferencias en EE. UU. y Europa.

## Funcionamiento
Un ADE es un condensador (véase la imagen), en el cual una película pasiva en base a un elastómero se intercala entre dos electrodos. Cuando un cierto voltaje {\displaystyle U} es aplicado, la presión electrostática {\displaystyle p_{el}} que surge de las fuerzas de Coulomb actúan entre los electrodos. Los electrodos aprietan la película de elastómerica. La presión electromecánica equivalente {\displaystyle p_{eq}} es el doble de la presión electrostática {\displaystyle p_{el}} y se representa:
donde {\displaystyle \varepsilon _{0}} es la permitividad eléctrica, {\displaystyle \varepsilon _{r}} es la constante dieléctrica del polímero siendo finalmente {\displaystyle z} el espesor de la película elastómerica. Por lo general, los ADE se expanden entre 10 % a 35 %, los valores máximos alcanzando un 300 % (el elastómero acrílico VHB 4910, disponible comercialmente por 3M, que admite una alta densidad de energía elástica y una alta resistencia al chisporroteo.)

### Iónico
Reemplazar los electrodos con hidrogel suave permite el transporte iónico reemplazando el transporte de electrones. Los hidrogeles iónicos acuosos pueden generar potenciales de varios kilovolts, a pesar del inicio de la electrólisis por debajo de los 1,5 V.
La diferencia entre la capacitancia de la doble capa y el dieléctrico tiene como resultado un potencial a través del dieléctrico que puede ser millones de veces mayor que el de la doble capa. Se pueden producir potenciales en el rango de los kilovoltios sin degradar electroquímicamente el hidrogel.
Las deformaciones están bien controladas, son reversibles y pueden realizarse con alta frecuencia. Los dispositivos resultantes pueden ser perfectamente transparentes. Es posible la activación de alta frecuencia. Las velocidades de conmutación están limitadas solo por inercia mecánica. La rigidez del hidrogel puede ser miles de veces más pequeña que la del dieléctrico, lo que permite el funcionamiento sin restricciones mecánicas en un rango de casi el 100 % a velocidades de milisegundos. Estos pueden ser biocompatibles.
Los problemas incluyen el secado de los hidrogeles, la acumulación de iones, la histéresis y los cortocircuitos eléctricos.
Los primeros experimentos durante el estudio de dispositivos semiconductores se basaron en conductores iónicos para investigar la modulación de campo de los potenciales de contacto en el silicio y para activar los primeros amplificadores de estado sólido. El trabajo desde 2000 ha establecido la utilización de los electrodos de puerta de electrolito. Los geles iónicos también pueden servir como elementos de transistores de grafeno extensibles de alto rendimiento.

## Materiales
Películas de carbón en polvo o grasa cargadas con negro de carbón Fueron elecciones tempranas como electrodos para los AED. Dichos materiales tienen poca confiabilidad y no están disponibles con técnicas de manufacturación establecidas. Se pueden lograr mejores características con metal líquido, láminas de grafeno, capas de nanotubos de carbono, capas implantadas en la superficie de nanoclústeres metálicos y películas metálicas onduladas o corrugadas.
Estas opciones ofrecen propiedades mecánicas limitadas, siendo también aspectos a tener en consideración la resistencia de la hoja, tiempos de conmutación y su fácil integración. La silicona y acrílico son otras alternativas.
Los requisitos para un material elastomérico son:
- El material debe tener una baja rigidez (sobre todo cuando se requiere una deformación bastante grande);
- La constante dieléctrica debe ser alta;
- La resistencia al chisporroteo debe ser alta.

Preestirar mecánicamente la película elastomérica ofrece la posibilidad de mejorar la resistencia al chisporroteo. Otras razones para preestirar incluyen:
- El espesor de la película disminuye, necesitando un voltaje más bajo para obtener la misma presión electrostática.;
- Evitar compresión en las direcciones del plano de la película.

Los elastómeros muestran un comportamiento visco-hiperelástico. Se requieren modelos que describan grandes deformaciones y viscoelasticidad para el cálculo de dichos actuadores.
Los materiales utilizados en la investigación incluyen polvo de grafito, mezclas de aceite de silicona / grafito y electrodos de oro. El electrodo debe ser conductor y compatible. El cumplimiento de estas condiciones es importante para que el elastómero no se restrinja mecánicamente cuando se alargue.
Las películas de hidrogeles de poliacrilamida formadas con agua salada se pueden laminar sobre las superficies dieléctricas, reemplazando a los electrodos.
Los ED basados en silicona (PDMS) y el caucho natural son campos de investigación prometedores. Propiedades como la rápida respuesta y eficiencia son superiores usando EDs basados en caucho natural comparándolo con EDs basados en elastómeros acrílicos (VHB] con deformaciones menores al 15 %.

## Inestabilidades de los elastómeros dieléctricos
Los actuadores de los elastómeros dieléctrico deben diseñarse de manera que se evite el fenómeno de la ruptura dieléctrica en toda su vida útil. Además de la ruptura dieléctrica, los AED son susceptibles a otro tipo de falla, conocido como inestabilidad electromecánica, que surge debido a la interacción no lineal entre las fuerzas de restauración electrostática y mecánica. En la mayoría de casos, la inestabilidad electromecánica da paso a la ruptura dieléctrica. Los parámetros de inestabilidad (voltaje crítico y el estiramiento máximo correspondiente) dependen de varios factores, como el nivel de preestiramiento, la temperatura y la permitividad la cual depende de la deformación. Además, también dependen de la forma de onda de voltaje utilizada para activar el actuador.

## Configuraciones
Las configuraciones incluyen:
- Actuadores enmarcados/en plano: Un actuador enmarcado o en plano es una película elastomérica recubierta/impresa con dos electrodos. Normalmente, un marco o estructura de soporte se monta alrededor de la película. Algunos ejemplos son los círculos y planos en expansión (fase única y múltiple).
- Actuadores cilíndricos /de rodillo: Las películas de elastómericas recubiertas se enrollan alrededor de un eje. Al activarse, se genera una fuerza y alargamiento en la dirección axial. Los actuadores pueden enrollarse alrededor de un resorte de compresión o sin necesidad núcleo. Las aplicaciones incluyen músculos artificiales (prótesis), mini y (microrobots), y valvulas.
- Actuadores diafragmáticos: Un actuador diafragmático se fabrica como una construcción plana que luego se desvía en el eje z para producir un movimiento fuera del plano.
- Actuadores en forma de carcasa: Se recubren películas elastómericas planas en ubicaciones específicas en forma de segmentos de electrodos. Con una activación bien dirigida, las láminas adoptan formas tridimensionales complejas. Se pueden utilizar como por ejemplo. para impulsar vehículos a través del aire o el agua, como los dirigibles.
- Actuadores de pila: El apilar actuadores planos puede aumentar la deformación. Los actuadores que se acortan y reducen con la activación son buenos candidatos.
- Actuadores de espesor: La fuerza y dirección se mueven en la dirección z (fuera del plano). Los actuadores de espesor son típicamente un conjunto de películas plana que pueden apilarse en capas para aumentar el desplazamiento.
- Actuadores flexibles: El accionamiento en el plano del actuador basado en elastómero dieléctrico (ED) se convierte en un accionamiento fuera del plano, como doblar o plegar, utilizando una configuración unimorfa en la que una o varias capas de laminasde ED se apilan sobre una capa de sustrato inactivo.[9]
- Actuadores de globo: El plano de elastómero se une a una cámara de aire y se infla con un volumen constante de aire, luego la rigidez del elastómero puede ser modificada aplicando una carga eléctrica; dando lugar a un abultamiento controlado por voltaje del globo elastomérico.[10]

## Aplicaciones
Los elastómeros dieléctricos ofrecen múltiples aplicaciones potenciales con la posibilidad de reemplazar muchos actuadores electromagnéticos, neumáticos y actuadores piezoeléctricos. Una lista de aplicaciones potenciales incluye:
- Retroalimentación háptica
- Compresores
- Valvulas
- Robótica
- Estructura activa inspirada en el origami[9]
- Prótesis
- Generación de energía
- Control activo de vibraciones en estructuras
- Posicionadores ópticos como autoenfoque, zum y estabilización de imagen
- Detección de fuerza y presión
- Pantallas táctiles Braille
- altavoces
- Superficies deformables para aplicaciones en el campo de la óptica y aeroespacial
- Recolección de energía
- Ventanas con cancelación de ruido[4]
- Interfaces táctiles montadas en una pantalla[4]
- Óptica adaptativa[4]